# Пума
Пу́ма або кугуар (Puma concolor) — вид великих хижих ссавців родини котових (Felidae), котрий мешкає в Північній і Південній Америці від канадського Юкону до південних Анд. Веде самітницький, нічний спосіб життя. Слово «пума» походить з мови кечуа. Найближчими родичами пуми є гепард і ягуарунді.

## Опис
Пума — другий за величиною представник родини котових в Америці; більший за неї тільки ягуар. Вона досягає в довжину 100—180 см, при довжині хвоста 60—75 см, висоті в загривку 61—76 см і масі до 105 кг (самці). Звичайний нормальний самець великого підвиду важить близько 70 — 80 кг. Самиці менші за самців на 30 %.
Тіло у пуми гнучке і подовжене, лапи невисокі, голова порівняно невелика. Лапи широкі з гострими кривими втяжними кігтями; на задніх лапах по 4 пальці, на передніх — по 5. Задні лапи помітно більші від передніх. Хвіст довгий, м'язистий, рівномірно запушений.
Хутро у пум густе, але коротке і грубе. Разом з ягуарунді, пуми — єдині американські коти, які забарвлені однотонно; звідси наукова назва цього виду concolor, яке перекладається з латині як «одноколірний». Подібно до котенят ягуарунді, у новонароджених пум забарвлення плямисте; іноді воно зберігається до однорічного віку. У дорослих пум забарвлення мишасте або коричнювато-жовте; нижня сторона тіла світліша від верхньої. Загалом, забарвлення пум нагадує забарвлення їх основної здобичі, оленів. На грудях, горлі й череві пум є білясті підпалини; на морді — чорні мітки, вуха темні, хвіст з чорним кінчиком. Колір очей — від мишачого до золотистого. Забарвлення пуми з тропічних районів дрібніше і руде, тоді як північні пуми — сірих тонів.
Відомо про існування світлих і навіть білих пум, а також темно-коричневих особин, що зустрічаються переважно в Латинській Америці (останні були описані Ж. Бюффоном як couguar noire). Пуми-альбіноси й меланісти в природі невідомі.

## Розповсюдження
Історично ареал пуми був найбільшим серед усіх наземних ссавців Америки. Навіть зараз за широтою розповсюдження пума може зрівнятись (з котячих) лише з рудою риссю, лісовою кішкою і леопардом. Спочатку пуми зустрічалися майже повсюдно від півдня Патагонії до південного сходу Аляски; область її розповсюдження досить точно збігалася з ареалом її головної здобичі — різних оленів. Зараз на території США і Канади пума збереглася переважно в гористих західних районах. На сході Північної Америки пума була повністю винищена; виняток становить крихітна популяція підвиду Puma concolor coryi на Флориді.
У даний час ареал пуми тягнеться від 100° широти — від Юкону (Канада) на південь, охоплюючи практично всю Південну Америку аж до Патагонії.
Пуми зустрічаються на різній висоті — від рівнин до гір заввишки 4700 м над рівнем моря, і в різних ландшафтах: у гірських хвойних лісах, у тропічних лісах, на трав'янистих рівнинах, у пампасах, на заболочених низовинах і взагалі в будь-якій місцевості, яка надає їм достатню їжу і притулок. Проте пуми Південної Америки прагнуть уникати заболочених районів і низин, які уподобали ягуари. Ці тварини чудово адаптовані до життя на перетнутій місцевості. Так, завдяки м'язистим кінцівкам, вони здатні здійснювати стрибки завдовжки до 6 м і заввишки до 2,5 м, бігти з швидкістю до 50 км/год (хоч і на короткі дистанції). Пума легко пересувається по гірських схилах, дуже добре лазить по деревах і скелях і при необхідності добре плаває.

## Спосіб життя
Пуми ведуть суворо поодинокий спосіб життя (винятки становлять пари у час шлюбного періоду (1—6 днів) і матері з котенятами). Щільність їх популяції залежно від доступності дичини різниться від однієї особини на 85 км² до 13 особин на 54 км². Мисливська ділянка самиці пуми займає від 26 до 350 км² і зазвичай знаходиться на периферії території самця. Ділянки самців займають від 140 до 760 км² і ніколи не перетинаються. Дорослих самців рідко бачать разом; виняток становлять молоді пуми, що тільки що покинули матір. Усередині своєї ділянки пума здійснює сезонні переміщення, зимуючи й літуючи в різних його частинах. Межі території пуми мітять сечею і фекаліями, а також подряпинами на деревах.
Пума досить тиха тварина. Гучні крики, схожі на людські крики, вона видає тільки в шлюбний період.

## Харчування
Полює пума переважно ночами. Її раціон складається в основному з копитних: лосів, благородних і пампасових оленів і карибу. Проте пума може харчуватися найрізноманітнішими тваринами — від мишей, вивірок, опосумів, кроликів, ондатр, голкошерстів, канадських бобрів, ракунів, скунсів, броненосців до койотів, рисей та інших пум. Їдять вони також птахів, рибу і навіть равликів та комах.
На відміну від тигрів і леопардів, пума не розрізняє диких і домашніх тварин, при слушній нагоді нападаючи на худобу, псів, котів і птахів. При цьому вона ріже більше тварин, ніж може з'їсти. При полюванні пума зазвичай використовує чинник несподіванки — велику здобич вона скрада́є, потім зблизька стрибає їй на спину і ламає шию.
За рік одна пума споживає 860—1300 кг м'яса, або ж близько 48 копитних. Недоїдене м'ясо пуми ховають, відтягаючи подалі й присипаючи листям, хмизом або снігом. До захованої здобичі вони повертаються, іноді неодноразово. Пума здатна перетягнути на значну відстань вагу, вп'ятеро—всемеро більшу за власну. Племена індіанців, що мешкали на півдні Каліфорнії, користувалися цією звичкою пум, підбираючи за ними об'їдені або взагалі цілі туші. Природних ворогів у пуми немає. Тільки інші великі хижаки (ягуари, вовки, грізлі) можуть нападати на хворих чи молодих пум.
На відміну від деяких видів підродини пантерових, пуми рідко нападають на людей, і намагаються їх уникати. З 1890 по січень 2004 р. в США і Канаді зареєстровано близько 100 нападів на людей, 16 з яких закінчилися летально. Переважно потерпілими ставали діти або люди невисокого зросту, і напади відбувалися у сутінках або вночі.

## Розмноження

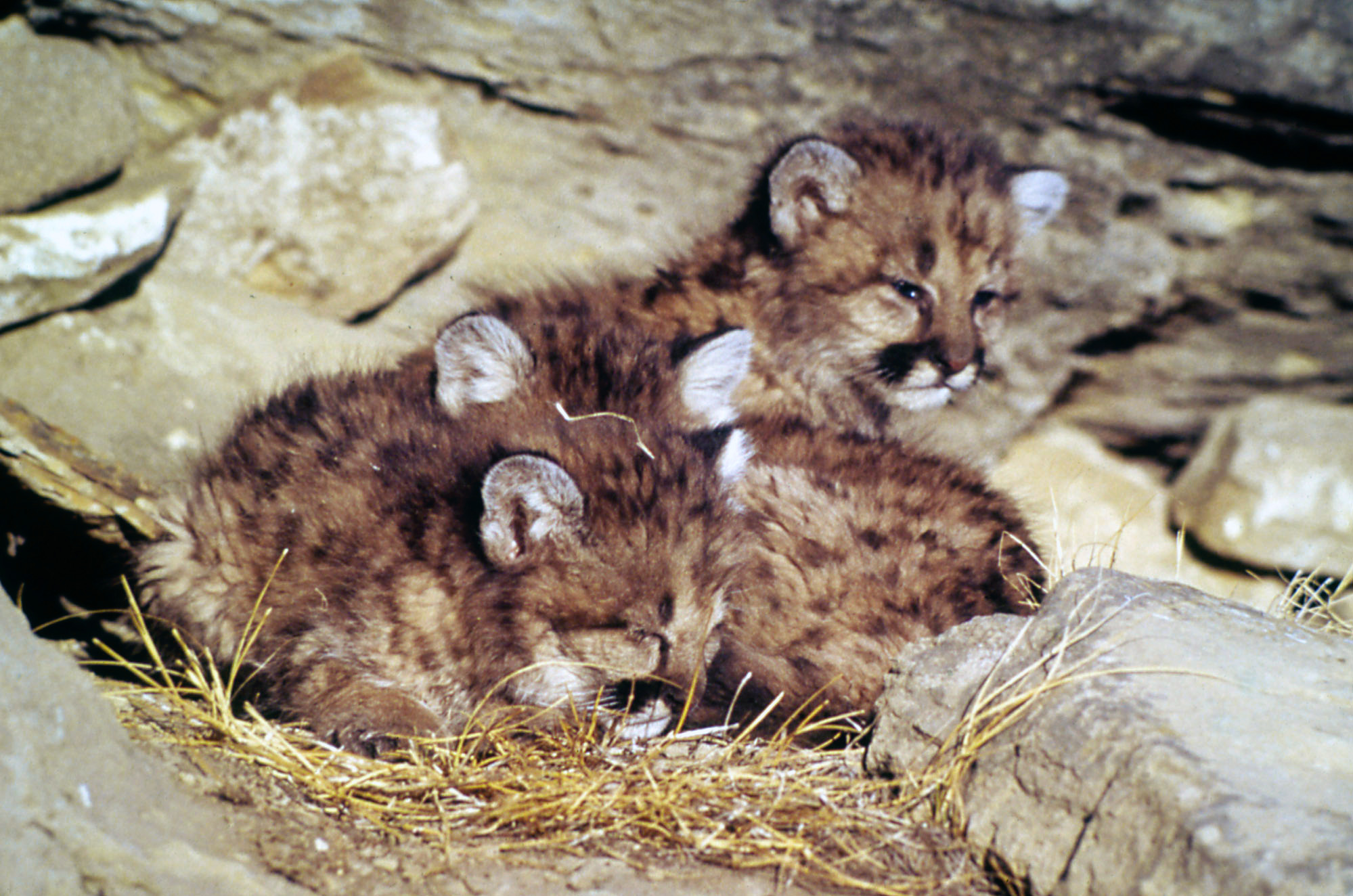
Котенята пуми

Певного сезону розмноження у пум немає, хоча в північних широтах він зазвичай розтягнутий з грудня по березень. Спаровування, як і у інших котячих, супроводжується бійками і гучними криками самців; самець прагне покривати всіх самиць, що живуть в межах його території. Еструс у самиць триває близько 9 днів.
Період вагітності становить 82—96 днів. У виводку від 1 до 6 дитинчат, вагою 226—453 г і довжиною близько 30 см. Забарвлення у них коричневе з чорними плямами; міняється до однорічного віку. Очі у котенят розплющуються через 8—10 днів. В цей час у них прорізаються перші зуби, і вони починають гратися. У віці 6 тижнів вони починають харчуватися дорослою їжею, проте продовжують отримувати молоко. В цей час матері доводиться приносити здобич втричі більшу, ніж зазвичай. До 15—26 місяців дитинчата залишаються з матір'ю, потім вирушають на пошуки власних мисливських ділянок, хоча ще декілька місяців після відходу від матері вони можуть триматися групами. Статевої зрілості самиці досягають у 2,5 роки, а самці в 3 роки.
У природі пума живе до 18—20 років.

## Підвиди

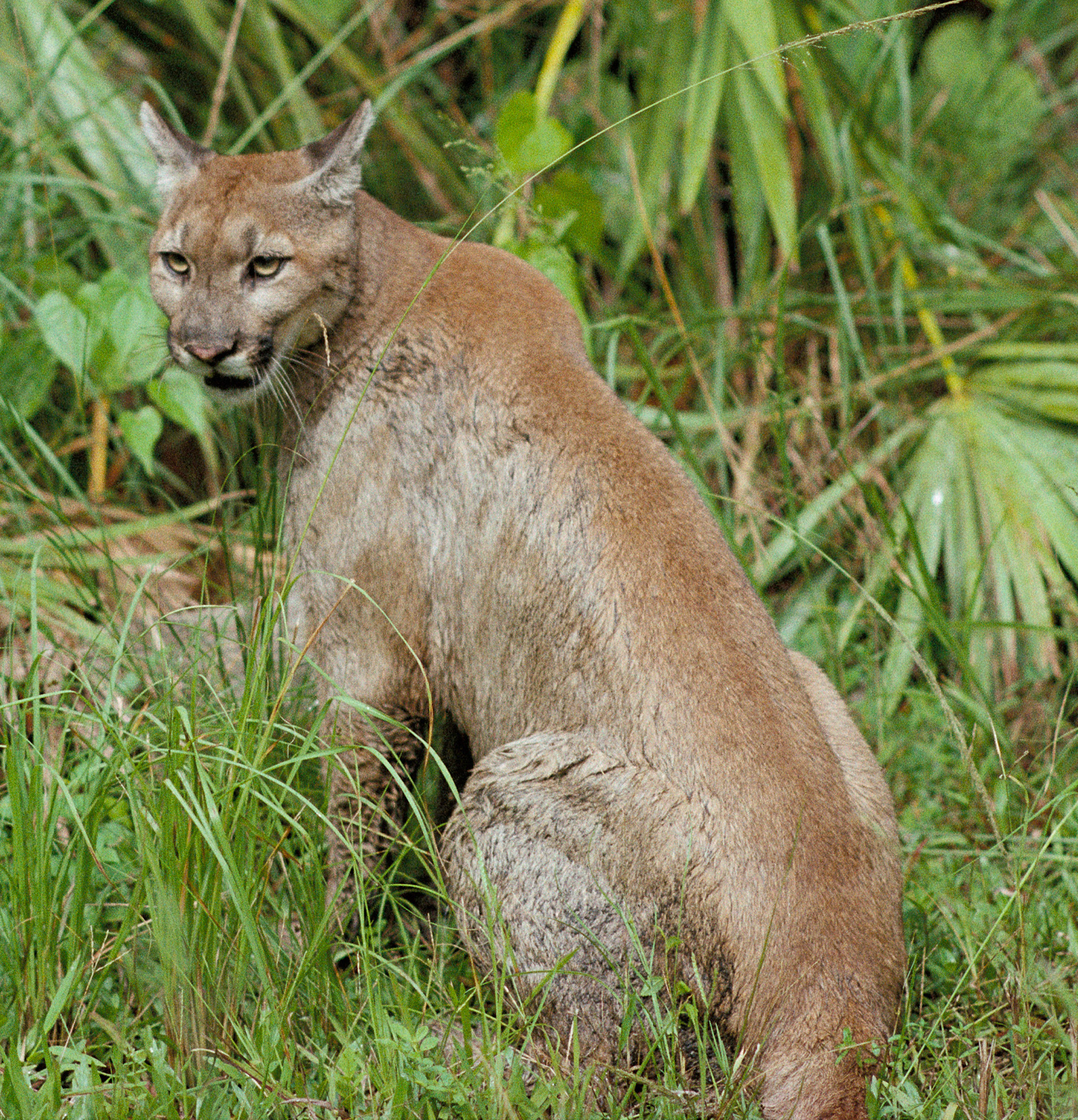
Puma concolor coryi — найрідкісніший підвид пуми

Загалом описано 32 підвиди пуми, що відрізняються місцепроживанням, забарвленням і особливостями статури. Більшість із них мало відомі, описані за кількома здобутими шкурами й мають сумнівну чинність:
- Puma concolor acrocodia — від південного сходу Мату-Гросу до Болівії і північної Аргентини
- Puma concolor anthonyi — південна Венесуела
- Puma concolor araucanus — Чилі і Аргентина
- Puma concolor azteca — від Аризони і Нью-Мексико до Мехіко
- Puma concolor bangsi, водиться в північних Андах, від західної Колумбії до Еквадору
- Puma concolor browni — від Аризони до Нижньої Каліфорнії (Мексика)
- Puma concolor californica, водиться в штаті Каліфорнію і на півночі Нижньої Каліфорнії
- † Puma concolor couguar — з січня 2018 року офіційно визнаний вимерлим
- Puma concolor concolor — переважно Венесуела, Гаяна
- Puma concolor coryi водиться у південній Флориді
- Пума Коста-Рики водиться в Центральній Америці, від Нікарагуа до Панами
- Північна-Американська пума, водиться на північному сході США і південному сході Канади, від Теннессі до східного Мічигану
- Puma concolor discolor — Амазонія
- Puma concolor hippolestes — від Північної Дакоти до Вайомінгу і Колорадо
- Puma concolor improcera — південь Нижньої Каліфорнії
- Puma concolor incarum — північ Перу і південний Еквадор
- Puma concolor kaibabensis — Невада, Юта і північна Аризона
- Puma concolor mayensis — від Герреро і Веракруса (Мексика) до Гондурасу
- Puma concolor missoulensis — від Британської Колумбії до Айдахо і Монтани
- Puma concolor oregonensis — південний схід Британської Колумбії, Вашингтон і Орегон
- Puma concolor osgoodi, в Болівійських Андах
- Puma concolor patagonica — Патагонія
- Puma concolor pearsoni — Патагонія і південне Чилі
- Puma concolor puma, водиться в центральному Чилі і західній Аргентині
- Puma concolor soderstromi, еквадорський підвид
- † Puma concolor shorgeri — Східно-Американський підвид,від Міннесоти й Вісконсину до Канзасу і Міссурі (вимер 1925 р)
- Puma concolor stanleyana — від Оклахоми і Техасу до Північно-Східної Мексики
- Puma concolor vancouverensis, підвид о. Ванкувер.

Калвер та ін. (2000) провели філогеографічне дослідження пум у всьому їх ареалі на основі як сучасних, так і музейних зразків. На основі цього дослідження було визначено шість філогеографічних груп як підвидів:
- Puma concolor concolor — північ і захід Південної Америки.
- Puma concolor puma — південь Південної Америки.
- Puma concolor couguar — Північна Америка
- Puma concolor capricornensis — північний схід Південної Америки.
- Puma concolor costaricensis — Коста-Рика й Панама.
- Puma concolor cabrerae — південний схід Південної Америки.

Караджюло та ін. (2014) провели дослідження mtDNA пум з усього ареалу, хоча і з меншим обсягом вибірки. На основі цього дослідження було визначено лише дві основні географічні групи, які можна виділити в підвиди:
- Puma concolor concolor — Південна Америка, можливо, за винятком західних Анд на півночі.
- Puma concolor couguar — Північна та Центральна Америка й можливо західні Анди на півночі Південної Америки.

## Гібриди
Хоча пума не є близьким родичем інших великих котячих, були отримані гібриди пум з леопардами (пумапарди) і оцелотами. Повідомлялося також про гібриди пум з ягуарами.

## Статус популяції й охорона
Не зважаючи на те, що пуми є об'єктом полювання і їх ареал скорочується через руйнування навколишнього середовища, більшість підвидів достатньо численні, оскільки пуми легко пристосовуються до життя в різних ландшафтах. Так практично винищена в США до початку XX ст., зараз популяція пум на заході цієї країни налічує близько 30000 особин і продовжує розселятися на схід і південь.
Три підвиди пуми занесено до Додатка I CITES: Puma concolor coryi, Puma concolor costaricensis, Puma concolor cougar. Полювання на пум повсюдно обмежене або заборонене, хоча їх продовжують винищувати через шкоду, що пуми наносять скотарству і мисливському господарству. Єдиний підвид, занесений до Червоної книги МСОП зі статусом «у критичному стані» (critically endangered), — це пума Флориди Puma concolor coryi, яких залишилося всього 25—50 дорослих екземплярів.

## У культурі

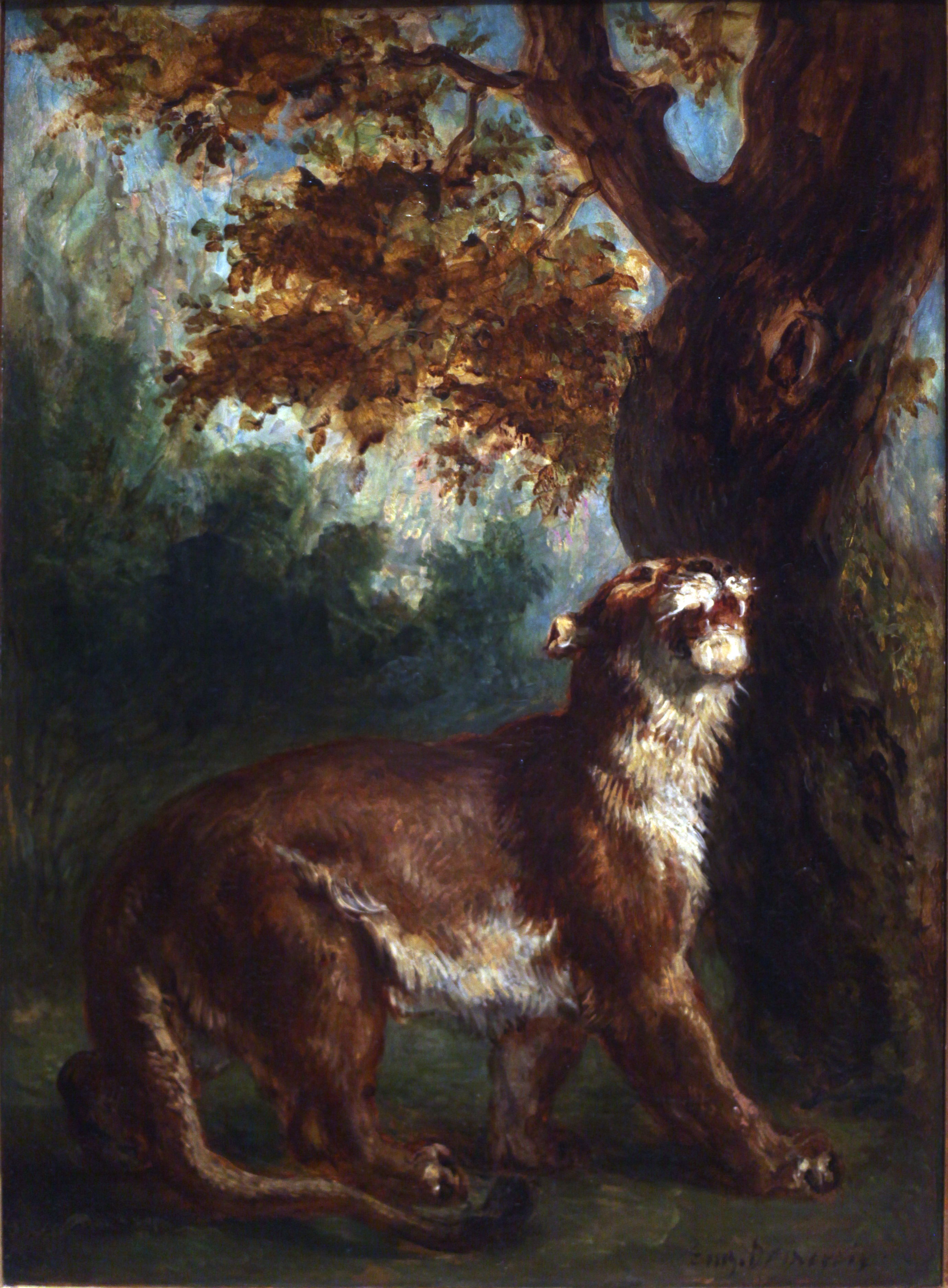
Ежен Делакруа. «Le Puma», 1859

Puma використовується як логотип великого німецького бренду одягу Puma. Флоридські пантери, команда НХЛ, посилаються на пуму, яка вижила в Південній Флориді. Пума зображена на картині французького художника доби романтизму Ежена Делакруа «Le Puma», 1859. Німецька бойова машина піхоти названа пумою. Індіанська нація Ері також відома як Нація Кішки (пуми).